# 金明恵
金 明恵（キム・ミョンヘ、1958年10月19日 - ）は、韓国・ソウル特別市出身の元ハンドボール選手、指導者。日本ハンドボールリーグのトヨタ紡織九州で監督を務めている。

## 経歴
1986年に日本ハンドボールリーグの北國銀行へコーチ兼任選手として加入。
1994年から新チーム・立山アルミのコーチに就任。2002年に立山アルミは廃部となった。
2005年にアラコ九州（トヨタ紡織九州）のコーチに就任。
2015年から広島メイプルレッズの監督に就任。2017-18年シーズン限りで退任した。
2018年4月にトヨタ紡織九州の監督に就任。

## 詳細情報

### 年度別監督成績

#### レギュラーシーズン
| 年       | リーグ   | チーム         | 順位     | 試合 | 勝利 | 引分 | 敗戦 | 得点 | 失点 |
| -------- | -------- | -------------- | -------- | ---- | ---- | ---- | ---- | ---- | ---- |
| 2015-16  | JHL      | 広島           | 4位      | 12   | 5    | 0    | 7    | 235  | 234  |
| 2016-17  | JHL      | 広島           | 3位      | 18   | 10   | 1    | 7    | 386  | 367  |
| 2017-18  | JHL      | 広島           | 2位      | 24   | 20   | 1    | 3    | 598  | 472  |
| 2018-19  | JHL      | トヨタ紡織九州 | 5位      | 24   | 10   | 1    | 13   | 676  | 710  |
| JHL：4年 | JHL：4年 | JHL：4年       | JHL：4年 | 78   | 45   | 3    | 30   | 1895 | 1783 |

#### JHLプレーオフ
| 年      | 大会名           | 対戦相手 | 勝敗             |
| ------- | ---------------- | -------- | ---------------- |
| 2015-16 | プレーオフ準決勝 | 北國銀行 | 15-30 / 敗退     |
| 2016-17 | プレーオフ準決勝 | オムロン | 25-19 / 決勝進出 |
| 2016-17 | プレーオフ決勝   | 北國銀行 | 14-23 / 敗退     |
| 2017-18 | プレーオフ準決勝 | ソニーSC | 30-27 / 決勝進出 |
| 2017-18 | プレーオフ決勝   | 北國銀行 | 21-23 / 敗退     |